# Ca Pinyolet (Rasquera)
Ca Pinyolet és un edifici de Rasquera (Ribera d'Ebre) que forma part de l'Inventari del Patrimoni Arquitectònic de Catalunya. Està situat a l'extrem de ponent del nucli urbà de la vila de Rasquera, a la banda de migdia del nucli històric, al costat de l'església de Sant Joan.

## Descripció
És un edifici entre mitgeres de planta rectangular, amb la coberta de teula de dues vessants i distribuït en planta baixa, dos pisos i golfes. Totes les obertures de l'edifici són rectangulars exceptuant el portal de grans dimensions de la planta baixa, d'arc deprimit còncau. Els pisos superiors presenten dos balcons exempts per planta, amb les llosanes motllurades i la barana de ferro treballat, en canvi, a les golfes hi ha dues finestres balconeres amb barana d'obra. Una cornisa motllurada recorre la divisòria entre els diferents nivells. Cal destacar la presència d'una placa de recent factura que recorda el nom de la casa i l'any de construcció, 1780. La façana presenta un revestiment fet de plaques de pedra decorades i gravades amb diferents motius, disposades regularment.

## Història
És un edifici bastit vers l'any 1780, com ho testimonia la data que presideix la llinda de la porta principal. Actualment ha estat restaurat.